# Vietomartyria
Vietomartyria là một chi bướm đêm nguyên thủy, nhỏ, màu kim loại thuộc bộ Lepidoptera, trong họ Micropterigidae.

## Các loài
- Vietomartyria baishanzuna
- Vietomartyria expeditionis
- Vietomartyria gladiator
- Vietomartyria jinggangana
- Vietomartyria maoershana
- Vietomartyria expeditionis (Mey, 1997)
- Vietomartyria nankunshana Hashimoto & Hirowatari, 2009
- Vietomartyria nanlingana Jinbo & Hirowatari, 2009
- Vietomartyria wuyunjiena